# Schnyder Kerzen AG Einsiedeln
Die Schnyder Kerzen AG mit Sitz in Einsiedeln, Schweiz, stellt Kerzen in Handarbeit her. Die Manufaktur beschäftigt zehn Mitarbeiter und produziert hauptsächlich kirchliche Altarkerzen aus 55 % Bienenwachs und durchgefärbte Raureifkerzen. Das zweite Standbein ist das Souvenir-, Devotionalien- und Kerzengeschäft am Klosterplatz in den Arkaden des Klosters Einsiedeln.

## Geschichte der Kerzenfabrik

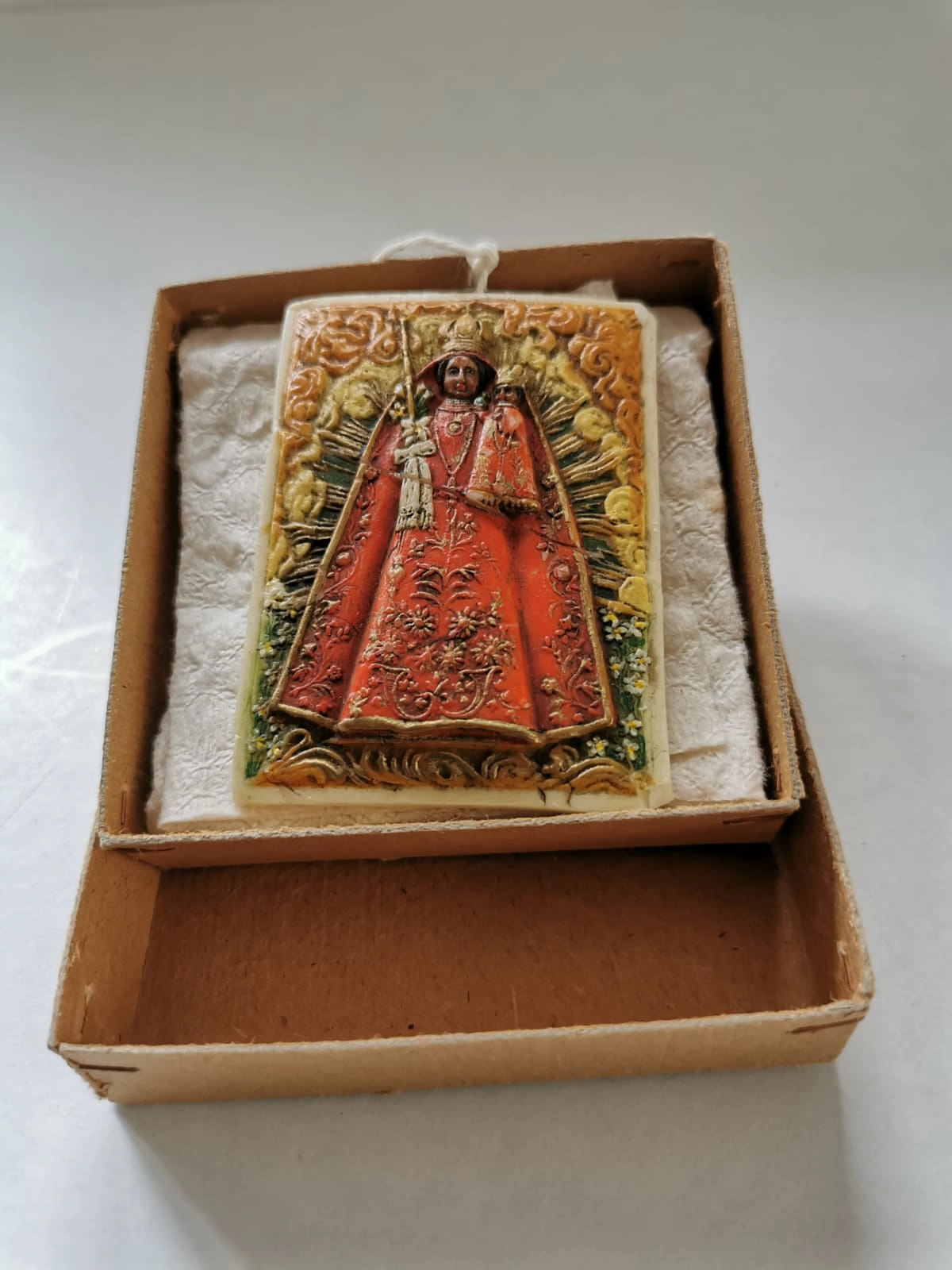
Aus Wachs bossiertes Bild der schwarzen Madonna (Archiv des Museums Fram)

1798 legte Johann Coelestin Birchler den Grundstein der heutigen Firma. Der Wachsbossierer, der filigrane Wachsbilder erstellte, fing mit der Wachszieherkunst an. Vor 1798 hielt das Kloster Einsiedeln das Monopol auf der Kerzenproduktion im Dorf. Ein Zeitzeuge aus der Gründungszeit ist eine Kalibrierscheibe für eine Zuganlage aus dem Jahr 1745, die sich heute im Archiv des Museums Fram befindet.
Als Nachfolger übernahm der letzte Wachsbossierer Einsiedelns, sein Sohn Josef Anton Birchler (1814–1903), das elterliche Geschäft. Als dieser starb, übernahm dessen Schwiegersohn Emil Schnyder (1843–1912) die Werkstatt.
Mit der Zeit wurde es in den Räumlichkeiten an der Hauptstrasse eng. Emil Schnyder jun. (1880–1969) kaufte am damaligen Dorfrand das Haus Fram und zog mit der Manufaktur dort ein. Der Nachfolger Paul Schnyder (1917–1986) leitete die Firma bis zu seinem Tod. 1997 kaufte der damalige Geschäftsführer Dominic Braun die Manufaktur. 2008 verliess die Schnyder Kerzen AG den Standort an der Eisenbahnstrasse 19 und zog an die Kornhausstrasse 25 in ein modernes Geschäftsgebäude.